# Francisco I Madero (municipi d'Hidalgo)
Francisco I Madero és un municipi de l'estat d'Hidalgo. Tepatepec és el cap de municipi i principal centre de població d'aquesta municipalitat. Aquest municipi és a la part central de l'estat d'Hidalgo. Limita al nord amb el municipi de El Cardonal, al sud amb San Salvador, l'oest amb Progreso de Obregón i a l'est amb Santiago de Anaya i Actopan).